# Platanthera purpurascens
Platanthera purpurascens är en orkidéart som först beskrevs av Per Axel Rydberg, och fick sitt nu gällande namn av Charles John Sheviak och W.F.Jenn. Platanthera purpurascens ingår i släktet nattvioler, och familjen orkidéer. Inga underarter finns listade i Catalogue of Life.